# Archet (chemin de fer)
Pour les articles homonymes, voir Archet.
Cet article court présente un sujet plus développé dans : Pantographe (train).
L'archet est une pièce horizontale qui assure le contact avec la caténaire, au sommet du pantographe d'une locomotive électrique. 
Selon le type du courant utilisé, l'archet est d'une largeur différente : plus large en 1 500 V qu'en 25 000 V.